# Gaswerkmethode
Die Gaswerkmethode ist eine Methode zum sicheren Seilausgeben beim Sichern eines Kletterers mit dem Sicherungsgerät Grigri. Sie ist nach der Kletterhalle Gaswerk in Zürich benannt, wo sie basierend auf der 3-Bein-Logik von Walter Britschgi durch Matthias Bühler und Roland Seiz eingeführt wurde.

## Problemstellung
Das Grigri ist ein halbautomatisches Sicherungsgerät des Herstellers Petzl, das bei Zug am Lastseil selbständig blockiert.
Dieser bei einem Sturz gewollte Mechanismus kann allerdings bei schnellem Ausgeben des Seils stören. Gerade bei älteren, dicken Seilen neigt das Gerät dazu, früher zu blockieren.
In dieser Situation verhalten sich viele unerfahrene Sicherer falsch, indem sie das Bremsseil loslassen, mit einer Hand die Bremse deaktivieren, um mit der anderen das Führungsseil auszugeben. Somit sind bereits zwei Prinzipien der 3-Bein-Logik verletzt: das Bremshandprinzip und die Bremsmechanik des Gerätes. Kommt es in diesem Moment zu einem Sturz, ist der natürliche Reflex des Sichernden, alles festzuhalten (Greifreflex). Dies bewirkt die Verletzung des dritten Prinzips, da dieser Reflex der Bremsmechanik des Geräts entgegenwirkt. Die Hand am Lastseil vermindert einen ruckartigen Impuls, den das Gerät zum Bremsen braucht, und verbrennt sich auch noch dabei. Selbst wenn der Impuls dennoch ausreicht, umklammert die andere Hand das Gerät bereits fester und deaktiviert die Bremse weiterhin.
In der Praxis sind dadurch schon Unfälle geschehen, indem ein Kletterer beim Ausgeben des Seils stürzt.
Die Gaswerkmethode bietet die Möglichkeit des schnellen und sicheren Seilausgebens unter Einhaltung aller Prinzipien der 3-Bein-Logik.

## Anwendung

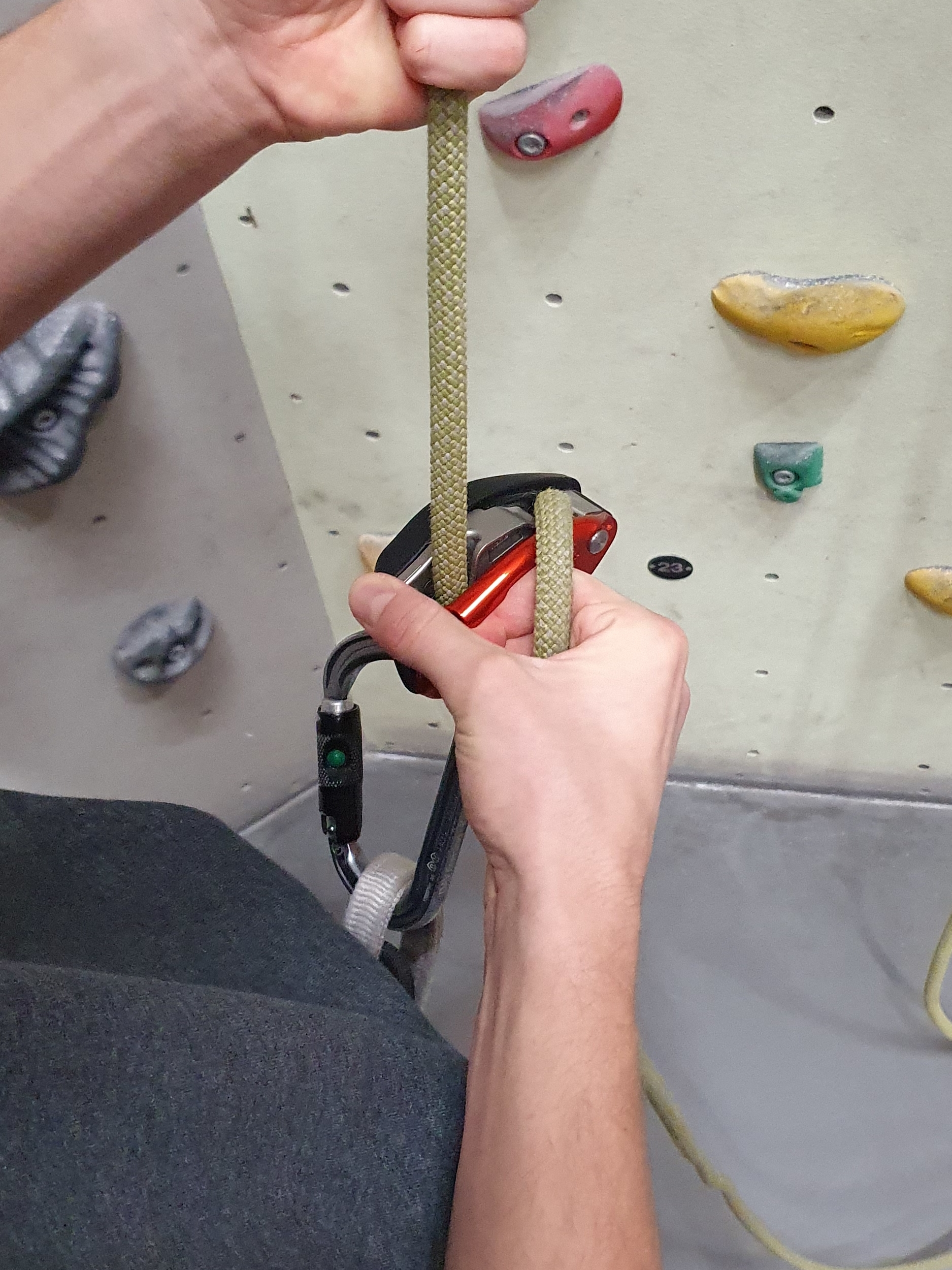
Seilausgabe mit der Gaswerkmethode

Bei der Gaswerkmethode drückt der Sichernde beim Ausgeben mit dem Daumen auf die Bremsmechanik. Die restlichen Finger umschließen das Bremsseil weiterhin locker. So kann die Führungshand das Seil schnell herausziehen, ohne dass das Gerät blockiert. Dabei ruht der Zeigefinger unter dem Metallfalz des Grigris.
Im Sturzfall in dieser Situation wird der Druck, den man mit Daumen auf den Bremsmechanismus ausüben kann, in der Regel nicht ausreichen, um den Bremsmechanismus außer Kraft zu setzen. Sollte dies jedoch der Fall sein, ist durch die übrigen vier Finger am Bremsseil eine ausreichende Bremswirkung gegeben, um den Sturz abfangen zu können.
Diese Technik macht das Sichern mit dem Grigri sicherer, erfordert jedoch wie jede andere Sicherungsmethode ein intensives Training unter fachkundiger Anleitung.